# Туфанкджян, Скаут
Скаут Туфанкджян (англ. Scout Tufankjian; родилась 3 ноября 1977 года в Бостоне, Массачусетс, США) — американская фотожурналистка ирландско-армянского происхождения из Бруклина (Нью-Йорк). Известна своими фоторепортажами об армянской диаспоре в проекте «The Armenian Diaspora Project» и фотографиями американского президента Барака Обамы.

## Биография
Скаут Туфанкджян родилась в 1977 году в Бостоне (Массачусетс), в семье армянского происхождения. Её родители: отец Аллан — американец армянского происхождения, юрист; мать Бетти — американка ирландского происхождения. О своём армянском происхождении она узнала из газет и журналов, которые были в доме у бабушки с дедушкой.
В 2000 году завершила обучение и получила степень бакалавра в Йельском университете. Свободно владеет английским и арабским языками.
Впервые побывала в Армении в 2002 году. В августе 2010 году Скаут Туфанкджян вышла замуж за Нейта Шенккана (англ. Nate Schenkkan).
Скаут Туфанкджян часто приезжает в Армению, чтобы принять участие в благотворительных мероприятиях.
В 2013 году Скаут Туфанкджян провела в Ереване курсы по фотожурналистике. Ряд её фотографий уже считаются «классикой».

## Творческая деятельность

### Предвыборная кампания Барака Обамы
С 2006 по 2008 годы Скаут Туфанкджян освещала предвыборную кампанию Барака Обамы в журналах «Essence Magazine» и «Newsweek». Она в большей степени сама финансировала участие в проекте и была единственным независимым журналистом, который был в кампании от самого начала и до её завершения. За это время Туфанкджян сделала более 12000 фотографий.
По итогам предвыборной кампания Барака Обамы была издана книга «Да, мы можем: президентская кампания Барака Обамы, ставшая исторической» (англ. Yes We Can: Barack Obama’s History-Making Presidential Campaign, 2008 г.), в которой более 200 фотографий Скаут Туфанкджян. Первое издание этой книги (в количестве 55 000 экземпляров) было распродано за месяц до официальной даты выхода.
Скаут Туфанкджян является автором популярной фотографии, опубликованной президентом Бараком Обамой в социальных сетях после его победы на выборах (2012 г.). Это фотография Мишель и Барака Обамы, которые обнимают друг друга на фоне неба. Фотография была сделана 15 августа 2012 года в Дубьюке (штат Айова).

### Проект «Армянская диаспора»
Проект армянской диаспоры (англ. «The Armenian Diaspora Project») Скаут Туфанкджян — это создание с помощью фотографий и интервью, сделанных по всему миру, общего мирового портрета армянской общины. Работа над проектом началась в 2010 году.
Скаут Туфанкджян собирала истории и фотографировала армянский народ в разных странах на разных континентах Земли. В 2015 году были опубликованы фотографии из проекта в книге "Есть только Земля: изображения из проекта «Армянская диаспора» (англ. «There is Only the Earth: Images from The Armenian Diaspora Project.»).

### Другие проекты
Принимала участие в творческих конкурсах.
В 2010 году Скаут Туфанкджян освещала землетрясение и его последствия на Гаити.
В 2011—2012 годы освещала Египетскую революцию.
Кроме этого работала в таких странах как Сектор Газа (2002—2006 годы), Ливан (2010 г.), Израиль, Иран, Ирак, Сирия (2010 г.), Турция, Бразилия, Эфиопия и др. В Армении сделала уникальные снимки городов и храмов, от которых остались лишь руины.
Рупен Джанбазян (бывший редактор армянского еженедельника «The Armenian Weekly & Hairenik Weekly») назвал Скаут Туфанкджян женщиной эпохи возрождения (англ. «Scout is truly a renaissance woman.).

## Личная жизнь
В 2010 году Скаут Туфанкджян вышла замуж за Нейта Шенккана, который также является выпускником Йеля и Колумбии и бывшим журналистом.